# POSITIVE
《POSITIVE》是日本女歌手森川美穗個人總計第15張單曲。1991年12月18日由東芝EMI（現已併入改名環球唱片 EMI唱片日本）發行。

## 解說
標題曲「POSITIVE」是富士電視台電視動畫《亂馬1/2 熱鬥篇》選用的第6代片尾主題曲，使用時間從1991年11月1日（第100話）至1992年3月27日（第117話）為止。後來，「POSITIVE」有收錄在其個人的第10張專輯《VOICES》、及1999年3月17日發行的等《亂馬1/2》的相關專輯裡。另一方面，「POSITIVE」也是森川的歷年個人單曲或專輯當中，唯一一首被民營電視台動畫節目當主題歌曲選用的歌曲（2017年現在）。
2017年7月29日，森川上NHK-FM播出的電台節目《動畫歌曲學院》於錄音中有獻唱該歌曲和另一首歌曲「BLUE WATER」。而擔任節目DJ的中川翔子在聽完森川的演唱之後，表明自己在心情陷入谷底而流淚時聽完這2首歌曲的話、會讓人重新振作的感言。另外，「POSITIVE」的作詞人佐藤純子同時在接受中川的電台節目中表示，這首歌曲的創作來源是佐藤在失戀而心情陷入谷底的時候，用當下真實的心境填詞而成的歌曲。

## 收錄歌曲
1. POSITIVE
  - 作詞：佐藤純子，作曲：西司（日语：西司），編曲：中村哲
  - 富士電視台電視動畫《亂馬1/2 熱鬥篇》片尾主題曲
2. 只是個朋友
  - 作詞：森川美穗，作曲：小森田實（日语：小森田実），編曲：Dr.55

## 收錄專輯
- VOICES（日语：VOICES (森川美穂のアルバム)）（#1,2）